# Barbula meidensis
Barbula meidensis är en bladmossart som beskrevs av Cufodontis 1951. Barbula meidensis ingår i släktet neonmossor, och familjen Pottiaceae. Inga underarter finns listade i Catalogue of Life.